# Sandra Escher
Pour les articles homonymes, voir Escher.
Alexandre Dorothée Marie Adriaan Charlotte Escher, née le 14 juin 1945 à La Haye et morte le 31 mai 2021 à Amsterdam, est une psychiatre[Information douteuse] néerlandaise.

## Biographie
Escher suit initialement une formation à l’école de journalisme d’Utrecht avant de commencer à travailler en 1986 à l’université de Maastricht au département de psychiatrie sociale. Elle devient ensuite une membre sénior du staff du centre communautaire de santé mentale à Maastricht en 1987. Elle travaille ensuite avec Marius Romme sur le projet de l’entente de voix. Avec Marius Romme, elle écrit trois ouvrages traduits dans diverses langues et publie beaucoup d’articles. Elle développe l’entretien de Maastricht pour les entendeurs de voix et l’entretien sur l’automutilation. Avec Peter Bullimore et Marius Romme, elle conçoit l’entretien sur la paranoïa. Ces entretiens sont basés sur des expériences spécifiques et non sur des théories professionnelles.
Escher organise huit congrès annuels nationaux et internationaux assisté par environ 300 personnes. Les orateurs de ces conférences sont des professionnels et des experts qui parlent de leurs expériences. Elle aide les entendeurs de voix à écrire leurs présentations. En 1999, elle devient une compagnon d’honneur de recherche à l’Université de Birmingham en Grande-Bretagne.
Escher effectue une étude suivie de trois ans avec 80 enfants entendeurs de voix. À la suite de cette recherche, elle reçoit une maîtrise à l’Université de Birmingham (département du professeur Mervyn Morris) et un doctorat des sciences avec le professeur et docteur Jim van Os. Elle édite en 2001 avec Wilma Boevink l'ouvrage Making Sense of Selfharm. De 2002 à 2008, elle participe à un projet d’enseignement international fondé par la Communauté européenne. Au sein de ce projet, elle développe un module de formation dans le but d'entraîner des entendeurs de voix pour qu’ils puissent utiliser leur expérience afin de former des professionnels. Elle est membre du conseil d'administration d’Intervoice et membre éditorial du Klankspiegel, le journal de Resonance, l’organisation néerlandaise des entendeurs de voix. Elle donne des formations et des conférences à propos de plusieurs aspects des voix tout le long de sa carrière. Elle développera également le « Experience Focused Counselling » avec le professeur Marius Romme et Joachim Schnackenberg.